# Gruppo degli idrossi-fluoro-cloro-anfiboli
Il gruppo degli idrossi-fluoro-cloro-anfiboli è un gruppo di minerali facente parte del supergruppo dell'anfibolo definito dall'IMA nel 2012. I minerali che appartengono a questo gruppo per definizione sono quelli che presentano il gruppo ossidrilico, fluoro o cloro nella posizione W della formula chimica generale AB2C5T8O22W2.

## Sottogruppi
Il gruppo degli idrossi-fluoro-cloro-anfiboli è stato ulteriormente suddiviso nei seguenti sottogruppi:
- sottogruppo degli anfiboli di magnesio-ferro-manganese
- sottogruppo degli anfiboli di calcio
- sottogruppo degli anfiboli di sodio-calcio
- sottogruppo degli anfiboli di sodio
- sottogruppo degli anfiboli di litio
- sottogruppo degli anfiboli di sodio-(magnesio-ferro-manganese)
- sottogruppo degli anfiboli di litio-(magnesio-ferro-manganese)
- sottogruppo degli anfiboli di litio-calcio